# Arena Football League 2006
Die Arena-Football-League-Saison 2006 war die 20. Saison der Arena Football League (AFL). Ligameister wurden die Chicago Rush, die die Orlando Predators im ArenaBowl XX bezwangen.

## Teilnehmende Mannschaften
| Anzahl Mannschaften | 18                              |
| ------------------- | ------------------------------- |
| Neu in der Liga     | Utah Blaze, Kansas City Brigade |
| Ausgeschieden       | New Orleans VooDoo              |

## Regular Season
| National Conference   |    |    |      |      |          |
| Eastern Division      |    |    |      |      |          |
| Team                  | S  | N  | SQ   | Heim | Auswärts |
| xy-Dallas Desperados  | 13 | 3  | .813 | 6–2  | 7–1      |
| y-New York Dragons    | 10 | 6  | .625 | 5–3  | 5–3      |
| y-Philadelphia Soul   | 9  | 7  | .563 | 5–3  | 4–4      |
| Columbus Destroyers   | 8  | 8  | .500 | 4–4  | 4–4      |
| Southern Division     |    |    |      |      |          |
| Team                  | S  | N  | SQ   | Heim | Auswärts |
| xy-Orlando Predators  | 10 | 6  | .625 | 6–2  | 4–4      |
| y-Austin Wranglers    | 10 | 6  | .625 | 4–4  | 6–2      |
| y-Georgia Force       | 8  | 8  | .500 | 4–4  | 4–4      |
| Tampa Bay Storm       | 7  | 9  | .438 | 5–3  | 2–6      |
| Kansas City Brigade   | 3  | 13 | .188 | 2–6  | 1–7      |
| American Conference   |    |    |      |      |          |
| Central Division      |    |    |      |      |          |
| Team                  | S  | N  | SQ   | Heim | Auswärts |
| xy-Colorado Crush     | 11 | 5  | .688 | 6–2  | 5–3      |
| y-Nashville Kats      | 8  | 8  | .500 | 6–2  | 2–6      |
| y-Chicago Rush        | 7  | 9  | .438 | 5–3  | 2–6      |
| Grand Rapids Rampage  | 5  | 11 | .313 | 5–3  | 0–8      |
| Western Division      |    |    |      |      |          |
| Team                  | S  | N  | SQ   | Heim | Auswärts |
| xy-San Jose SaberCats | 10 | 6  | .625 | 6–2  | 4–4      |
| y-Arizona Rattlers    | 8  | 8  | .500 | 6–2  | 2–6      |
| y-Utah Blaze          | 7  | 9  | .438 | 3–5  | 4–4      |
| Las Vegas Gladiators  | 5  | 11 | .313 | 4–4  | 1–7      |
| Los Angeles Avengers  | 5  | 11 | .313 | 4–4  | 1–7      |

Legende:
Siege Niederlagen SQ gewonnene Spiele (relativ) x = Division Titel y = Playoffs erreicht

## Play-offs
|  | Wild Card | Wild Card    |              |          | Viertelfinale | Viertelfinale |    |  | Halbfinale | Halbfinale |  |  | ArenaBowl XX | ArenaBowl XX |
|  |           |              |              |          |               |               |    |  |            |            |  |  |              |              |
|  |           |              |              |          |               |               |    |  |            |            |  |  |              |              |
|  |           |              |              |          |               |               |    |  |            |            |  |  |              |              |
|  | Colorado  | 46           |              |          |               |               |    |  |            |            |  |  |              |              |
|  | Colorado  | 46           | Chicago      | 55       |               |               |    |  |            |            |  |  |              |              |
|  |           | Chicago      | Chicago      | 55       | 63            |               |    |  |            |            |  |  |              |              |
|  | Nashville | Chicago      | 47           |          | 63            | Chicago       | 59 |  |            |            |  |  |              |              |
|  | Nashville |              | 47           |          |               | Chicago       | 59 |  |            |            |  |  |              |              |
|  |           |              |              | San Jose | 56            |               |    |  |            |            |  |  |              |              |
|  | San Jose  | 62           |              | San Jose | 56            |               |    |  |            |            |  |  |              |              |
|  | San Jose  | 62           | Utah         | 34       |               |               |    |  |            |            |  |  |              |              |
|  |           | Arizona      | Utah         | 34       | 48            |               |    |  |            |            |  |  |              |              |
|  | Arizona   | Arizona      | 57           |          | 48            | Chicago       | 69 |  |            |            |  |  |              |              |
|  | Arizona   |              | 57           |          |               | Chicago       | 69 |  |            |            |  |  |              |              |
|  |           |              |              | Dallas   | 61            |               |    |  |            |            |  |  |              |              |
|  | Orlando   | 31           |              | Dallas   | 61            |               |    |  |            |            |  |  |              |              |
|  | Orlando   | 31           | Philadelphia | 52       |               |               |    |  |            |            |  |  |              |              |
|  |           | Philadelphia | Philadelphia | 52       | 27            |               |    |  |            |            |  |  |              |              |
|  | Austin    | Philadelphia | 35           |          | 27            | Orlando       | 45 |  |            |            |  |  |              |              |
|  | Austin    |              | 35           |          |               | Orlando       | 45 |  |            |            |  |  |              |              |
|  |           |              |              | Dallas   | 28            |               |    |  |            |            |  |  |              |              |
|  | Dallas    | 62           |              | Dallas   | 28            |               |    |  |            |            |  |  |              |              |
|  | Dallas    | 62           | Georgia      | 72       |               |               |    |  |            |            |  |  |              |              |
|  |           | Georgia      | Georgia      | 72       | 27            |               |    |  |            |            |  |  |              |              |
|  | New York  | Georgia      | 69           |          | 27            |               |    |  |            |            |  |  |              |              |
|  | New York  |              | 69           |          |               |               |    |  |            |            |  |  |              |              |

### ArenaBowl XX
Der ArenaBowl XX wurde am 11. Juni 2006 im Thomas & Mack Center in Paradise ausgetragen. Das Spiel verfolgten 13.476 Zuschauer.

## Regular Season Awards
| Award               | Gewinner       | Position                     | Team              |
| ------------------- | -------------- | ---------------------------- | ----------------- |
| Ironman Of The Year | Randy Gatewood | Wide Receiver/Defensive Back | Arizona Rattlers  |
| Coach Of The Year   | Will McClay    | Head Coach                   | Dallas Desperados |

## Zuschauertabelle
| Team                 | Zuschauerschnitt |
| -------------------- | ---------------- |
| Arizona Rattlers     | 10.191           |
| Austin Wranglers     | 10.097           |
| Chicago Rush         | 14.435           |
| Colorado Crush       | 15.009           |
| Columbus Destroyers  | 12.082           |
| Dallas Desperados    | 12.403           |
| Georgia Force        | 12.650           |
| Grand Rapids Rampage | 6.003            |
| Kansas City Brigade  | 15.234           |
| Las Vegas Gladiators | 10.115           |
| Los Angeles Avengers | 11.311           |
| Nashville Kats       | 9.641            |
| New York Dragons     | 11.055           |
| Orlando Predators    | 13.908           |
| Philadelphia Soul    | 15.463           |
| San Jose SaberCats   | 12.891           |
| Tampa Bay Storm      | 14.820           |
| Utah Blaze           | 15.498           |
| Ligadurchschnitt     | 12.378           |